# Laghi di Avigliana
I laghi di Avigliana sono due laghi di origine morenica, situati nel comune di Avigliana, nella città metropolitana di Torino, e parzialmente protetti da una Riserva Naturale.
Le diverse morene frontali concentriche furono prodotte da una lingua meridionale del ghiacciaio pleistocenico della Val di Susa (o segusino), alla sua massima estensione. Al ritiro dello stesso, l'accumulo di acque di fusione e di precipitazione negli spazi chiusi dalle morene creò i laghi.
Essi sono separati da uno stretto istmo e, in base alla loro superficie, vengono chiamati rispettivamente Lago Grande e Lago Piccolo.

## Descrizione

### Lago Grande
Il Lago Grande, un tempo detto Lago della Madonna, ha una estensione di 91,4 ettari, una profondità massima di 28 metri e si trova a quota media 352 m. s.l.m. Dal lato nord-ovest del Lago Grande fuoriesce il canale della Naviglia, il corso d'acqua emissario che attraversa la torbiera della Palude dei Mareschi tra Avigliana e Sant'Ambrogio di Torino per immettersi nella Dora Riparia. Nella zona oggi paludosa dei Mareschi, a seguito del ritiro del ghiacciaio segusino si era probabilmente formato anche un terzo lago, che però ebbe vita breve essendo stato in gran parte ricoperto dai detriti scivolati giù dai rilievi collinari circostanti.
Posto più a settentrione di quello Piccolo, sulle sue rive si sono sviluppate varie attività umane ed è balneabile, trattandosi peraltro del lago più pulito del Piemonte. Lungo la sponda nella parte settentrionale del lago è stata costruita una passerella galleggiante ad uso turistico. Nel 2016 il Lago Grande è stato giudicato da Legambiente e Touring Club Italiano come terzo lago più bello e pulito d'Italia.
Di particolare interesse sulle rive del lago è il Santuario della Madonna dei Laghi.

### Lago Piccolo

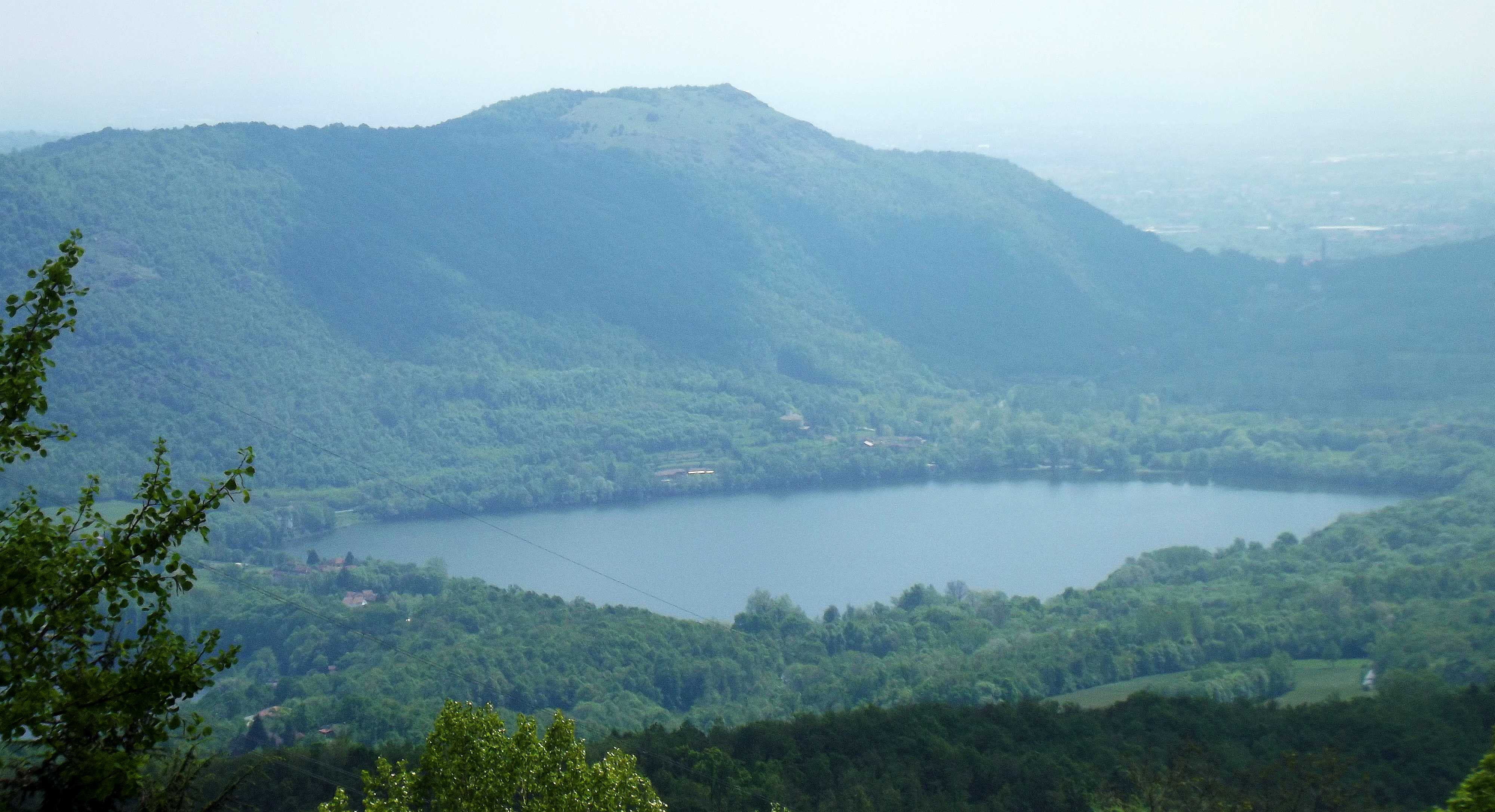
Il lago Piccolo

Il Lago Piccolo, detto anche Lago di Trana ed un tempo chiamato Lago di San Bartolomeo (dal nome della borgata che si affaccia sulla sua sponda meridionale), ha un'estensione di 61,09 ettari, una profondità massima di 12 metri e si trova poco più in alto del lago Grande a quota media 356 m. s.l.m. Riceve tanti rivi immissari dalle colline boscose circostanti, il più importante dei quali è il Rio Freddo, e sversa le sue acque nel Lago Grande per mezzo di un canale che taglia a metà l'istmo.
A differenza del Lago Grande, conserva abbastanza bene le caratteristiche naturali, ed è un'apprezzata oasi naturalistica; sulle sue rive vi sono prati, una fascia di boschi e canneti e non è consentita la balneazione.
Un percorso pedonale ad anello consente la "circumcamminata" del lago.

## Fauna
La zona del lago ha una fauna tipicamente prealpina lacustre ed è biotopo confinante con quello di collina e bassa montagna e della zona umida dei mareschi.
La fauna avicola è particolarmente abbondante e l'area ospita numerose specie di uccelli tra cui aironi cenerini, germani reali, folaghe, svassi e gallinelle d'acqua.
Inoltre le specie ittiche presenti sono carpa, carassio, persici trota (black bass), persici reali, persici sole nonché tinche e scardole.
È anche presente una florida popolazione di pesci gatto.

## Il parco
La zona paludosa attorno ai laghi costituisce il Parco naturale dei laghi di Avigliana fin dal 1980.